# Cyriacus Grünewald
Cyriacus Grünewald (* 28. Februar 1879 in Aidhausen; † 24. März 1945 in Sigmaringendorf) war Studienrat der preußischen Kultusverwaltung in Sigmaringen.
Geboren als Sohn einer Schuhmacherfamilie im unterfränkischen Aidhausen studierte Grünewald nach dem Abitur in Münnerstadt von 1898 bis 1902 Altphilologie und Geschichte an der Universität Würzburg um Gymnasiallehrer zu werden. Nach seinem ersten Vorbereitungsjahr am Alten Gymnasium in Würzburg absolvierte er an unterschiedlichen Orten in Franken und im Allgäu seine Gymnasialassistenz. 1905 legte er sein zweites Lehrerexamen in Bonn ab und kam nach einem weiteren Schuljahr in Kerpen bei Köln 1906 als Oberlehrer an das Staatliche Gymnasium Sigmaringen, wo er fast 36 Jahre lang Unterricht erteilte, seit 1918 als preußischer Studienrat für die humanistischen Sprachen und für Deutsch und Geschichte. Bereits seit 1908 war Grünewald Mitglied des  Vereins für Geschichte und Altertumskunde in Hohenzollern; 1933 wurde er zum Vorsitzenden gewählt, wobei sein Einfluss auf die Geschicke des Vereins beschränkt blieb, da der Verein in seiner Amtszeit von dem aus Hechingen stammende Arzt Ernst Senn dominiert wurde. 1936 übernahm Grünewald zudem die kommissarische Leitung des  Staatsarchivs in Sigmaringen, das unter der Fachaufsicht des  Geheimen Staatsarchivs in Berlin stand. Grünewald war der letzte in der Reihe der preußischen Regierungsbeamten in Sigmaringen, die das Archiv seit 1867 nebenamtlich verwaltet hatten. Nicht zuletzt durch die Bemühungen des Geschichtsvereins wurde ab 1938 erstmals mit Franz Herberhold ein Facharchivar als hauptamtlicher Leiter des Sigmaringer Archives eingesetzt.